# Afternoon of a Faun

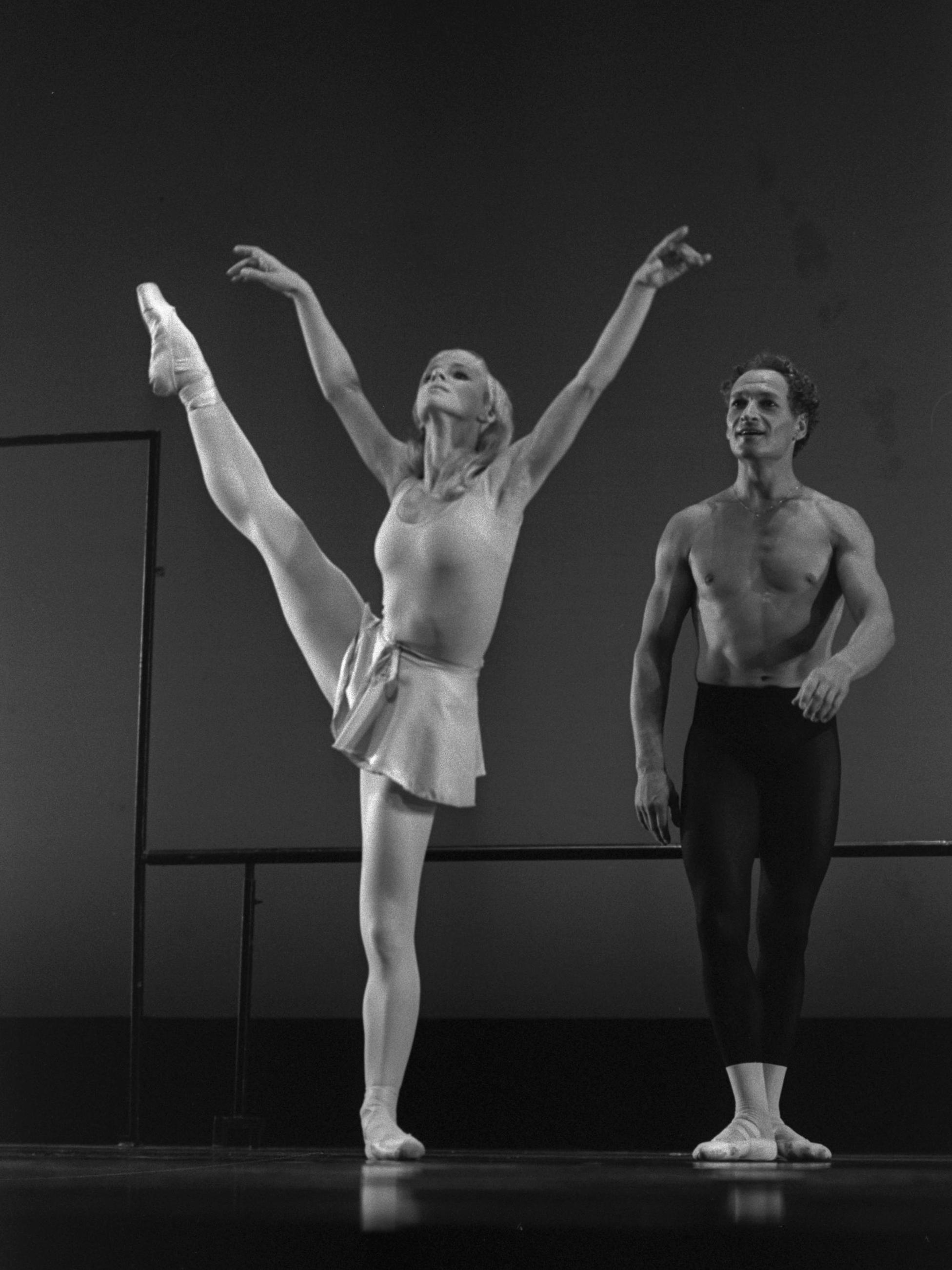
Galina y Valery Panov durante una representación en Tel Aviv (2 de agosto de 1977).

Afternoon of a Faun es un pas de deux en un acto con libreto y coreografía de Jerome Robbins sobre el poema sinfónico de Debussy Preludio a la siesta de un fauno. Fue estrenado con escenografía e iluminación de Jean Rosenthal y vestuario de Irene Scharaff el 14 de mayo de 1953 en el City Center de Nueva York por el New York City Ballet. Los dos protagonistas fueron Tanaquil Le Clercq y Francisco Monción.

## Libreto
Un Joven/Fauno con atuendo de ensayo descansa echado en el suelo de un estudio de ballet, se estira perezosamente y se mira en el espejo, sugerido por el proscenio como cuarta pared. Entra la Muchacha/Ninfa también con atuendo de trabajo y se coloca delante del espejo, ensaya movimientos, se estudia atentamente hasta que descubre al Fauno. Desconcertada va a la barra y comienza sus ejercicios. El Fauno se acerca a observarla y aprovechando un movimiento le presta su apoyo: ambos inician el paso a dos. Al final el Fauno se atreve a besar en la mejilla a la Ninfa, esta se lleva la mano a la cara, se pone en pie y se aleja por donde vino. De nuevo solo el Fauno se estira en el suelo y se queda pensativo mirando al espejo, es decir al público.

## Génesis y recepción
Jerome Robbins se inspiró para este pas de deux en el legendario ballet La siesta de un fauno que Nijinski creó en 1912 para los Ballets Rusos de Diáguilev. Pero si Nijinski renunció en su ballet al vocabulario clásico académico y lo situó en una Arcadia bucólica y primitiva, Robbins vuelve al lenguaje clásico del ballet, modernizado y libre de academicismo. Sin embargo, a pesar de colocar a sus bailarines en el espacio cerrado y ensimismado de un estudio de ballet rodeado de barras y dominado por el espejo, Robbins conserva el ambiente bucólico del poema de Mallarmé que subyace tanto a la partitura de Debussy como al concepto coreográfico de Nijinski.
En su día, Afternoon of a Faun fue celebrado por la crítica como una expresión de madurez del joven ballet norteamericano y como «una miniatura poética de nuestro tiempo». Con el tiempo, se ha considerado una de las mejores creaciones de Jerome Robbins y «una obra maestra del siglo XX» (Clive Barnes).